# Zimmers tapaculo
De Zimmers tapaculo (Scytalopus zimmeri) is een zangvogel uit de familie Rhinocryptidae (tapaculo's). Deze vogel is genoemd naar de Amerikaanse ornitholoog John Todd Zimmer.

## Verspreiding en leefgebied
Deze soort komt voor in zuidelijk Bolivia en noordwestelijk Argentinië.

## Status
De grootte van de populatie is niet gekwantificeerd maar de soort wordt omschreven als wijdverspreid en vrij algemeen. Op de Rode lijst van de IUCN heeft deze soort de status niet bedreigd.